# Bacanje kugle
Bacanje kugle je atletska disciplina u kojoj bacač nastoji baciti kuglu što dalje. Ova atletska disciplina služi za razvijanje snage, brzine, specifične izdržljivosti i okretnosti. Osim bacanja koje je propisano atletskim pravilima, kugla se može bacati na razne načine. Pri tome u skladu s uzrastom natjecatelja, upotrebljava se kugla različite težine.

## Povijest
Pretpostavlja se da su se prva natjecanja u bacanju kugle održavana u Velikoj Britaniji. Povjesničari bilježe da su se vojnici oko 1346. godine natjecali u bacanju topovskih kugli teških 16 funti (7,257 kg). U početku se bacalo iz mjesta i to jačom i slabijom rukom. Vremenom su se iskristalizirala pravila bacanja koja su se odnosila i na prostor iz kojeg se bacala kugla.
Prvi službeni rezultati vode se u Velikoj Britaniji od 1860. godine, kad je H. Williams bacio kuglu 36 stopa tj 19,972 metra.

## Rekordi

### Muškarci
| Hitac | Atletičar          | Nacionalnost                   | Mjesto    | Godina |
| ----- | ------------------ | ------------------------------ | --------- | ------ |
| 23.12 | Randy Barnes       | SAD                            | UCLA      | 1990.  |
| 23.06 | Ulf Timmermann     | Njemačka Demokratska Republika | Hania     | 1988.  |
| 22.91 | Alessandro Andrei  | Italija                        | Viareggio | 1987.  |
| 22.86 | Brian Oldfield     | SAD                            | El Paso   | 1975.  |
| 22.75 | Werner Günthör     | Švicarska                      | Bern      | 1988.  |
| 22.67 | Kevin Toth         | SAD                            | Lawrence  | 2003.  |
| 22.64 | Udo Beyer          | Njemačka Demokratska Republika | Berlin    | 1986.  |
| 22.54 | Christian Cantwell | SAD                            | Gresham   | 2004.  |
| 22.52 | John Brenner       | SAD                            | Walnut    | 1987.  |
| 22.51 | Adam Nelson        | SAD                            | Gresham   | 2002.  |

### Žene
| Hitac | Atletičarka        | Nacionalnost                   | Mjesto       | Godina |
| ----- | ------------------ | ------------------------------ | ------------ | ------ |
| 22.63 | Natalya Lisovskaya | SSSR                           | Moskva       | 1987.  |
| 22.45 | Ilona Briesenick   | Njemačka Demokratska Republika | Potsdam      | 1980.  |
| 22.32 | Helena Fibingerová | Čehoslovačka                   | Nitra        | 1977.  |
| 22.19 | Claudia Losch      | Zapadna Njemačka               | Hainfeld     | 1987.  |
| 21.89 | Ivanka Khristova   | Bugarska                       | Belmeken     | 1976.  |
| 21.86 | Marianne Adam      | Njemačka Demokratska Republika | Leipzig      | 1979.  |
| 21.76 | Li Meisu           | NR Kina                        | Shijiazhuang | 1988.  |
| 21.73 | Natalya Akhrimenko | SSSR                           | Leselidze    | 1988.  |
| 21.69 | Vita Pavlysh       | Ukrajina                       | Budimpešta   | 1998.  |
| 21.66 | Sui Xinmei         | NR Kina                        | Peking       | 1990.  |

### Ostali projekti
|  | Zajednički poslužitelj ima još gradiva o temi Bacanje kugle |